# أنطونيو سينيي
أنطونيو سينيي (بالإيطالية: Antonio Segni) ـ (2 فبراير 1891 - 1 ديسمبر 1972). هو سياسي إيطالي ينتمي إلى الحزب الديمقراطي المسيحي، تولى رئاسة الجمهورية الإيطالية بين عامي 1962 و1964، كما تولى رئاسة الحكومة في إيطاليا مرتين:
- الأولى من 6 يوليو 1955 إلى 15 مايو 1957.
- الثانية من 15 فبراير 1959 إلى 23 مارس 1960.

وهو بذلك رابع رئيس للجمهورية الإيطالية والخامس والثلاثون في الترتيب بين رؤساء الوزراء الإيطاليين، وأول سرديني يتولى رئاسة وزراء إيطاليا.

## نشأته وتعليمه
ولد سينيي في مدينة ساساري بجزيرة سردينيا لعائلة سردينية من ملّاك الأراضي، ودرس القانون ليحصل على شهادة في القانون الزراعي والتجاري.

## حياته السياسية
في عام 1919 انضم سينيي إلى الحزب الشعبي الإيطالي (بالإيطالية: Partito Popolare Italiano) وهو الحزب الذي خرج من عباءته الحزب الديمقراطي المسيحي. وفي عام 1924 صار سينيي عضوًا بالمجلس الوطني للحزب، قبل عامين من قيام بينيتو موسوليني بحل جميع المنظمات السياسية عام 1926.
عقب حل المنظمات السياسية اشتغل سينيي لسبعة عشر عامًا بتدريس القانون الزراعي في جامعات بارما وبيروجيا وكالياري، كما عمل رئيسًا لجامعة ساساري.
وفي سنة 1943 كان سينيي واحدًا من منظمي الحزب الديمقراطي المسيحي الجديد في سردينيا، وشغل ـ رغم بنيته الجسدية الضعيفة ـ مناصب وزارية في عدة حكومات شكلها الديمقراطيون المسيحيون منذ عام 1944 فصاعدًا. وقد نقلت مجلة التايم عن أحد أصدقائه قوله: «إنه كالكولوسيوم، يبدو كطلل ولكنه سوف يصمد وقتًا طويلًا». وفي سنة 1946 انتخب سينيي عضوًا بالجمعية التأسيسية عقب الحرب العالمية الثانية، ثم انتخب عضوًا بالبرلمان عام 1948.

## سينيي وزيرًا
عمل أنطونيو سينيي وزيرًا للزراعة في حكومة ألتشيدي دي غاسبيري في الفترة من 13 يوليو 1946 إلى 26 يوليو 1951، وكان مؤيدًا لقوانين الإصلاح الزراعي حتى أنه أمر بمصادرة معظم الأراضي التي يمتلكها هو شخصيًا في سردينيا، وعُرف بالبلشفي الأبيض لإدخاله الإصلاح الزراعي.
ثم شغل سينيي منصب وزير التربية في وزارة ألتشيدي دي غاسبيري في الفترة من 26 يوليو 1951 إلى 16 يوليو 1953، واحتفظ بنفس المنصب في وزارة جوسيبي بيلا (17 أغسطس 1953 ـ 18 يناير 1954).
ثم تولى سينيي حقيبة الدفاع في وزارة أمنتوري فانفاني في الفترة من 1 يوليو 1958 إلى 15 فبراير 1959، ثم منح نفسه حقيبة الداخلية في الوزارة التي شكلها هو سنة 1959، وتولى حقيبة الخارجية بين عامي 1960 و1962 في حكومتي فرناندو تامبروني وأمنتوري فانفاني.

## سينيي رئيسًا للوزراء
وفي سنة 1955 صار سينيي رئيسًا للوزراء خلفًا لماريو شيلبا، وقد وُقعت المعاهدات المؤسسة للسوق الأوروبية المشتركة في عهد وزارة سينيي في 25 مارس 1957، لتصير إيطاليا عضوًا مؤسسًا في السوق.
وفي مارس 1959 عاد سينيي ثانية لرئاسة الوزراء خلفًا لأمنتوري فانفاني، الذي كان سينيي وزيرًا للدفاع في حكومته.

## سينيي رئيسًا للجمهورية
في 6 مايو 1962 انتخب سينيي رئيسًا للجمهورية الإيطالية بأغلبية 854 صوتًا مقابل 443 صوتًا، وفي 7 أغسطس 1964 أصيب سينيي بنزيف دماغي خطر أثناء عمله في القصر الرئاسي، وولم يتعافَ سينيي من دائه إلا بشكل جزئي، فاستقال من منصبه في 6 ديسمبر 1964 وشغل رئيس مجلس الشيوخ تشيزاري ميرزاغورا منصب رئيس الدولة لفترة انتقالية لحين انتخاب رئيس جديد.

## وفاته
توفي سينيي في روما في 1 ديسمبر 1972.

## روابط خارجية
- أنطونيو سينيي على موقع الموسوعة البريطانية (الإنجليزية)
- أنطونيو سينيي على موقع مونزينجر (الألمانية)
- أنطونيو سينيي على موقع ديسكوغز (الإنجليزية)